# Carl Milles
Carl Milles rođen kao Carl Wilhelm Emil Andersson (Lagg, 23. lipnja 1875. – Lidingö (Stockholm), 19. rujna 1955.) - švedski kipar.
Sin je pukovnika Emilija Mille Anderssona i Tiselle Walborg. Rođen je u okolici Uppsale, a umro na svom imanju Lidingö kraj Stockholma. Oženio se sa suprugom Olgom 1905. godine.
Od 1897. do 1904., studirao je kiparstvo u Parizu, kod slavnog francuskoga kipara Augustea Rodina.
Živio je u objektu na litici na otoku Lidingö u blizini Stockholma, gdje je izgradio svoj dom i radionicu. Poklonio je posjed narodu Švedske 1936. godine, a danas je tamo muzej. Carl Milles je autor kipa Posejdona u Göteborgu, kipa Gustava Vase u Nordijskom muzeju i Orfeja kraj Koncertne dvorane u Stockholmu. Autor je i mnogih kipova u SAD-u, gdje je živio od 1931. do 1951. godine.

## Galerija
- Folke Filbyter, Linköping
- Posejdon, Göteborg
- Europa i bik, Tennessee.
- Orfej, Stockholm
- Bog, naš Otac na dugi, Nacka Strand
- Čovjek i pegaz, Millesgården
- Božja ruka, Millesgården